# Wasser-Segge
Die Wasser-Segge (Carex aquatilis) ist eine Pflanzenart aus der Gattung Seggen (Carex) innerhalb der Familie Sauergrasgewächse (Cyperaceae). Sie ist auf der Nordhalbkugel in Nordamerika und Europa weitverbreitet.

## Beschreibung

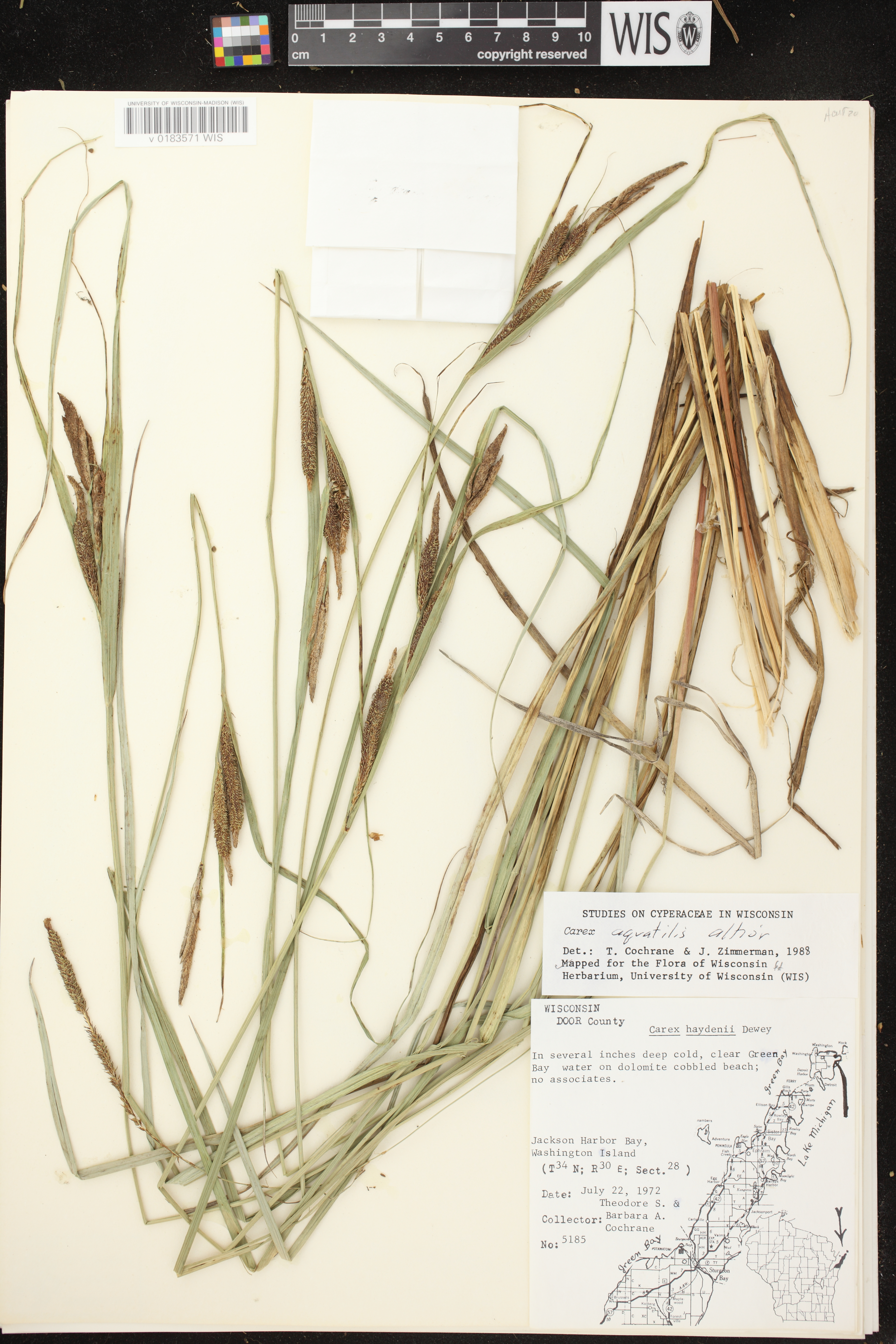
Herbarexemplar (Bitte keine Pflanzenexemplare aus Naturbeständen entnehmen!)

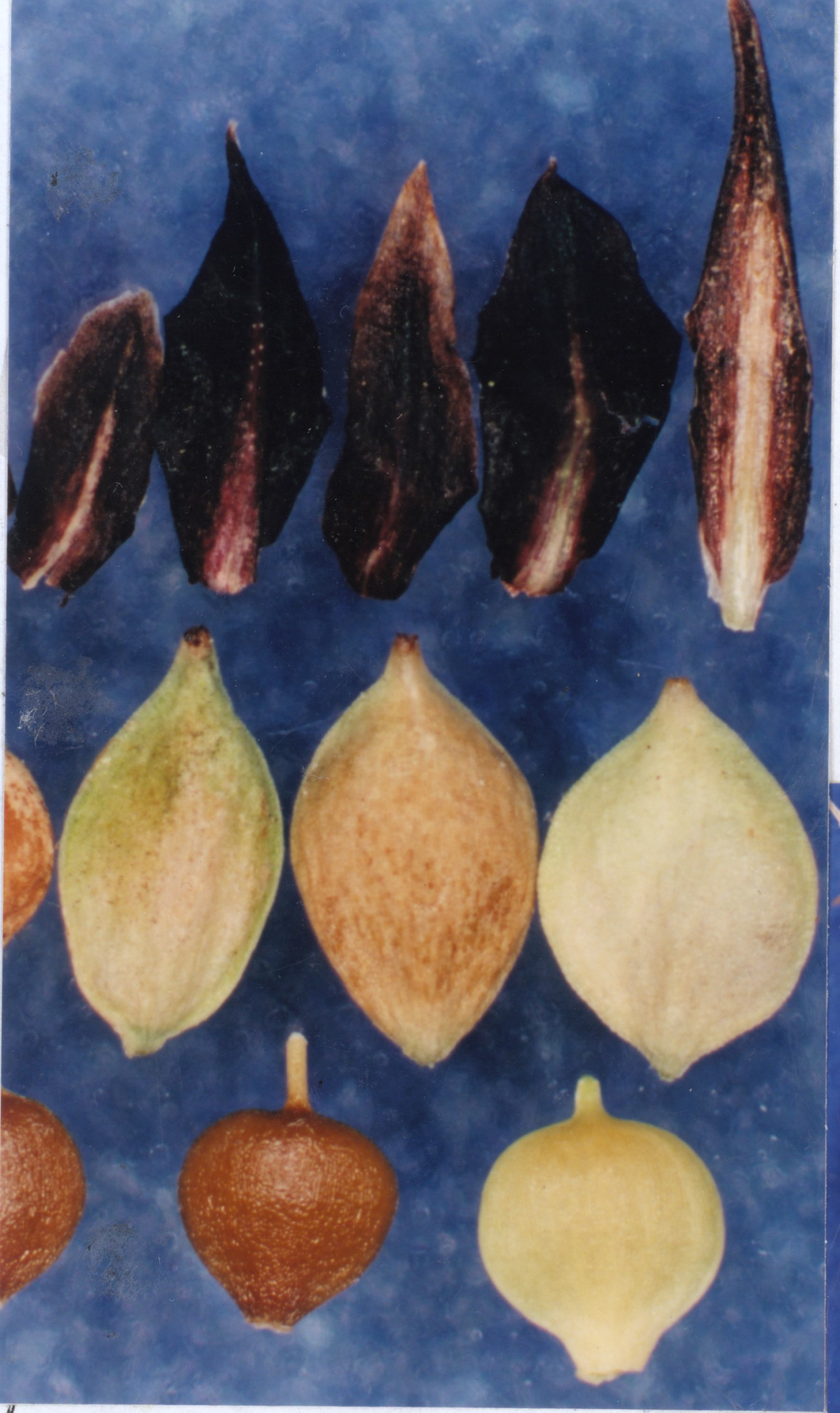
Spelzen, Schläuche und Früchte

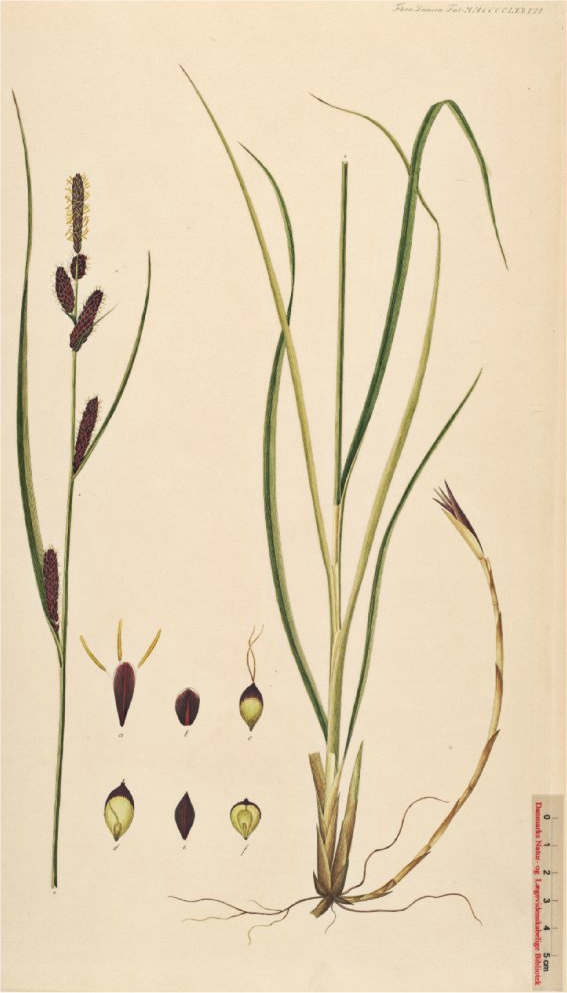
Illustration

### Vegetative Merkmale
Die Wasser-Segge ist eine ausdauernde krautige Pflanze und erreicht Wuchshöhen von 30 bis 90, selten bis zu 130 Zentimetern. Sie wächst mit verlängerten Ausläufern locker horstig. Die stumpf dreikantigen Stängel haben ebene Seitenflächen und sind unterhalb der Blütenstände rau. Die 3 bis 7 Millimeter breiten Laubblätter sind länger als der Stängel, einfach gefaltet und nicht zurückgekrümmt. Die Blattunterseite ist glänzend grün und die Blattoberseite matt grau-grün. Die grundständigen Scheiden haben Spreiten, sind purpurbraun bis rötlich braun und zerfasern nicht netzartig.

### Generative Merkmale
Die Blütezeit reicht von Mai bis Juli. Die Wasser-Segge ist eine Verschiedenährige Segge. Männliche und weibliche Ährchen sind verschieden. Die Ährchen stehen voneinander entfernt. Es gibt in jedem Blütenstand ein bis vier männliche und drei bis fünf weibliche Ährchen. Die weiblichen Ährchen stehen aufrecht, kurz gestielt und überlappen beieinander und sind 40 bis 70 Millimeter lang und die Blüten sind dicht angeordnet. Das unterste Hüllblatt ist länger als der Blütenstand. Auch die oberen Hüllblätter haben eine zumindest kurze Spreite. Die Spelzen der weiblichen Blüten sind purpurn bis kupferfarben; sie sind 1,5 bis 2,5 Millimeter lang und etwa 1 Millimeter breit. Sie haben einen hellen Kiel und einen weißen Hautrand und sind stumpflich. Es sind zwei Narben vorhanden. Die Schläuche stehen aufrecht, sind bei einer Länge von 2 bis 3 Millimetern sowie einem Durchmesser von 1,5 bis 2 Millimetern breit verkehrt-eiförmig bis elliptisch, breiter als die Spelzen, hell-grün, oft purpurfarben punktiert mit hervorspringenden Randkanten und sonst nervenlos. Die Schläuche haben im oberen Teil nur einen sehr kurzen, nicht gespaltenen Schnabel. Die Früchte sind bei einer Länge sowie einem Durchmesser von etwa 1,5 Millimetern breit-eiförmig bis fast kreisrund.
Die Chromosomenzahl beträgt 2n = 76 oder 84.

## Vorkommen
Carex aquatilis ist zirkumpolar verbreitet und ist ein temperates bis arktisches, subkontinentales Florenelement. Sie ist auf der Nordhalbkugel in Nordamerika und Europa verbreitet. Sie kommt südlich bis Mitteleuropa vor. In Europa gibt es Fundorte im Vereinigten Königreich, in Irland, den Niederlanden, Deutschland, Norwegen, Schweden, Finnland, Russland, Estland, Lettland und Belarus.  In Deutschland ist sie auf den Nordwesten von Niedersachsen zwischen Leer und Rotenburg östlich Bremen und südlich bis Meppen beschränkt. Sie kommt in den Niederlanden und Ostpreußen vor. Sie ist sogar in der Antarktis zu finden.
Die Wasser-Segge wächst in Altwässern sowie Moorbächen. Sie gedeiht in Mitteleuropa in stau- und sickernassen, humosen, mesotrophen Wiesensümpfen, oft zusammen mit der Blasen-Segge (Carex vesicaria) oder mit der Schlank-Segge (Carex acuta). Pflanzensoziologisch ist sie eine Charakterart des Lysimachio thyrsiflorae-Caricetum aquatilis aus dem Verband Magnocaricion.

## Systematik und Verbreitung
Die Erstbeschreibung von Carex aquatilis erfolgte 1803 durch Göran Wahlenberg in Kongl. Vetenskaps Academiens Nya Handlingar, n. S., Band 24, S. 165 als erstbeschrieben. Ein Synonym für Carex aquatilis Wahlenb. ist Carex stans Drejer.
Je nach Autor gibt es von Carex aquatilis einige Varietäten:
- Carex aquatilis Wahlenb. var. aquatilis: Sie ist von Europa bis Sibirien und von Kanada bis in die Vereinigten Staaten verbreitet.[6]
- Carex aquatilis var. dives (Holm) Kük.: Sie kommt vom südlichen Alaska bis in die westlichen Vereinigten Staaten vor.[6]
- Carex aquatilis var. minor Boott: Sie kommt von der subarktischen Region der Nordhalbkugel südlich bis ins östliche Kanada und bis Kamtschatka vor.[6]
- Carex aquatilis var. substricta Kük.: Sie kommt vom südlichen Kanada bis in die nördlichen Vereinigten Staaten vor.[6]